# Я верю
«Я верю» — песня, написанная Сергеем Михалком и записанная белорусской рок-группой «Ляпис Трубецкой» для их одиннадцатого студийного альбома Весёлые картинки (2011). Спродюсированная Евгением Калмыковым, композиция была выпущена как третий сингл с альбома 24 февраля 2011 года.

## Предыстория и релиз
Песня была представлена в интернете 1 февраля 2011 года, в преддверии выпуска нового студийного альбома. Песня была названа «мультиконфессиональной» и её автор, Сергей Михалок, говорил, что упоминание различных религий в тексте было связано с его желанием осветить проблемы веры, но в доступной форме:

Всё, что касается религии, веры, у нас либо обрастает патриархальным пафосом, либо люди об этом вообще стараются не говорить: отнекиваются, отшучиваются, хихикают… Поэтому мне и захотелось сделать песню, посвящённую этой сложной и даже, я бы сказал, щекотливой теме. Причём такую поп-песенку, в понятном и доступном для всех трёхминутном формате. Возможно, людям, которые всерьёз интересуются философией, эзотерикой, мистикой, она покажется примитивной, но у меня не было желания вдаваться в теологические нюансы.— Сергей Михалок
На тот момент, выпуском новых синглов группа пыталась сломать стереотип о том, что они играют исключительно ска-панк. Евгений Карпов в Ultra-Music писал, что им удалось добиться ожидаемого результата: «Синглы („Священный огонь“, „Грай“, „Я верю“), выкладываемые в сеть к разным знаменательным событиям, стали тому подтверждением. Музыка стала мультикультурной и вобрала в себя аутентичные инструменты разных стран, которые заменили духовую секцию», — посчитал журналист. Общий релиз песни на радио состоялся 24 февраля, через портал Tophit. «Я верю» была размещена в формате CHR/Rock.

## Музыка и текст песни
«Я верю» — это минорная мелодичная рок-баллада. Песня звучит чуть более трёх минут, что было сделано специально. Михалок относил композицию к поп-формату, лёгкому и понятному для всех. В музыкальном плане композиция соединяет различные направления и она записывалась в таком ключе, чтобы стать космополитичной и универсальной, не относящейся к какой-то одной культуре — восточной или западной. При записи было использовано много различных музыкальных инструментов, нетипичных для группы. «Мне хотелось, чтобы эта песня была как можно более красиво музыкально декорирована — поэтому в ней есть и ситар, и табла, и орган», — объяснял лидер коллектива.
Текст песни привлёк наибольшее внимание музыкальных журналистов, которые называли его «манифестом» всего альбома Весёлые картинки. В припеве песни есть строчки: «Я верю в Иисуса Христа, я верю в Гаутаму Будду, я верю в пророка Мухаммада…». Кроме того, в тексте упоминаются Кришна, Гелиос, Тор, Джа и ещё целый ряд богов различных культур.